# Teorie X a teorie Y

Mnemotechnická pomůcka pro dvě teorie: osoba odmítající pracovat („X“) a osoba, která se těší z možnosti pracovat („Y“).

Teorie X a teorie Y jsou teorie motivace a řízení lidské práce. Vytvořil je Douglas McGregor během svého působení na MIT Sloan School of Management v 50. letech 20. století a dále je rozvíjel v 60. letech 20. století. McGregorova práce má kořeny v teorii motivace vedle prací Abrahama Maslowa, který vytvořil hierarchii potřeb. Obě McGregorem navržené teorie popisují protichůdné modely motivace pracovníků, které uplatňují manažeři v oblasti řízení lidských zdrojů, organizačního chování, organizační komunikace a organizačního rozvoje. Teorie X vysvětluje význam zvýšeného dohledu, vnějších odměn a trestů, zatímco teorie Y zdůrazňuje motivační roli spokojenosti s prací a podporuje pracovníky v přístupu k úkolům bez přímého dohledu. Manažerské využití Teorie X a Teorie Y může ovlivnit motivaci a produktivitu zaměstnanců různými způsoby a manažeři se mohou rozhodnout implementovat do své praxe strategie z obou teorií.

## McGregor a Maslow
McGregorova teorie X a teorie Y a Maslowova hierarchie potřeb vycházejí z teorie motivace. Maslowova hierarchie potřeb se skládá z fyziologických potřeb (nejnižší úroveň), potřeb bezpečí, lásky, úcty a seberealizace (nejvyšší úroveň). Podle Maslowa je člověk motivován úrovní, které ještě nedosáhl, a seberealizace nemůže být naplněna, dokud není naplněna každá z nižších úrovní. Předpoklady teorie Y ve vztahu k Maslowově hierarchii kladou důraz na potřeby zaměstnanců vyšších úrovní, jako jsou potřeby úcty a seberealizace.
McGregor také věřil, že seberealizace je nejvyšší úrovní odměny pro zaměstnance. Teoreticky předpokládal, že motivace, kterou zaměstnanci využívají k dosažení seberealizace, jim umožňuje plně rozvinout jejich potenciál. To vedlo společnosti k tomu, aby se zaměřily na způsob motivace, řízení a vedení svých zaměstnanců, a vytvořily tak styl řízení podle teorie Y, který se zaměřuje na snahu o seberealizaci jednotlivce. McGregorova perspektiva klade odpovědnost za výkon na manažery i podřízené.

## Teorie X
Teorie X vychází z negativních předpokladů týkajících se typického pracovníka. Tento styl řízení předpokládá, že typický pracovník má malé ambice, vyhýbá se odpovědnosti a je orientován na individuální cíle. Obecně se manažeři ve stylu teorie X domnívají, že jejich zaměstnanci jsou méně inteligentní, línější a pracují pouze pro udržitelný příjem. Vedení věří, že práce zaměstnanců je založena na jejich vlastním zájmu. Manažeři, kteří věří, že zaměstnanci fungují tímto způsobem, častěji používají jako motivaci odměny nebo tresty. Vzhledem k těmto předpokladům dochází teorie X k závěru, že typičtí zaměstnanci fungují efektivněji v rámci praktického přístupu k řízení. Manažeři podle teorie X věří, že všechny činnosti by měly být vysledovatelné k odpovědné osobě. To umožňuje, aby jednotlivec obdržel buď přímou odměnu, nebo pokárání v závislosti na pozitivní či negativní povaze výsledku. Tento manažerský styl je účinnější, pokud se používá u pracovníků, kteří nejsou zásadně motivováni k výkonu.
Podle McGregora existují dva protichůdné přístupy k implementaci Teorie X: tvrdý přístup a měkký přístup. Tvrdý přístup závisí na přísném dohledu, zastrašování a okamžitém trestání. Tento přístup může potenciálně přinést nepřátelské, minimálně spolupracující zaměstnance a odpor vůči vedení. Manažeři neustále hledají chyby u zaměstnanců, protože jejich práci nedůvěřují. Teorie X je přístup „my versus oni“, což znamená, že je to vedení versus zaměstnanci.
Měkký přístup se vyznačuje shovívavostí a méně přísnými pravidly v naději na vytvoření vysoké pracovní morálky a spolupracujících zaměstnanců. Zavedení příliš měkkého systému by mohlo mít za následek nárokující si a málo výkonné zaměstnance. McGregor se domnívá, že oba konce spektra jsou příliš extrémní pro efektivní aplikaci v reálném světě. Místo toho se McGregor domnívá, že nejefektivnější implementací teorie X by byl přístup nacházející se uprostřed.
Vzhledem k tomu, že manažeři a nadřízení mají téměř úplnou kontrolu nad prací, vzniká systematičtější a jednotnější produkt nebo pracovní postup. Teorie X může být přínosem pro pracoviště, která využívají montážní linku nebo manuální práci. Využití této teorie v těchto typech pracovních podmínek umožňuje zaměstnancům specializovat se na určité pracovní oblasti, což následně umožňuje podniku hromadně vyrábět vyšší množství a kvalitu práce. 

## Teorie Y
Teorie Y je založena na pozitivních předpokladech týkajících se typického pracovníka. Manažeři teorie Y předpokládají, že zaměstnanci jsou vnitřně motivováni, mají rádi svou práci a pracují tak, aby se zlepšili, aniž by za to dostali přímou odměnu. Tito manažeři považují své zaměstnance za jedno z nejcennějších aktiv společnosti, které pohání vnitřní chod korporace. Zaměstnanci navíc mají tendenci přebírat plnou odpovědnost za svou práci a nepotřebují přísný dohled, aby vytvořili kvalitní produkt. Je však důležité si uvědomit, že než zaměstnanec provede svůj úkol, musí nejprve získat souhlas manažera. Tím je zajištěno, že práce zůstane efektivní, produktivní a v souladu s firemními standardy.
Manažeři teorie Y tíhnou ke vztahu k pracovníkovi na osobnější úrovni, na rozdíl od vztahu založeného spíše na dirigismu a učení. V důsledku toho mohou mít následovníci teorie Y lepší vztah se svým šéfem, což vytváří zdravější atmosféru na pracovišti. Oproti teorii X zahrnuje teorie Y do pracovního kolektivu pseudodemokratické prostředí. To umožňuje pracovníkovi navrhovat, konstruovat a zveřejňovat svou práci včas v koordinaci s jeho pracovní náplní a projekty. 
Ačkoli teorie Y zahrnuje kreativitu a diskusi, má svá omezení. Ačkoli je zde více osobního a individualistického přístupu, ponechává to prostor pro chyby, pokud jde o důslednost a jednotnost. Na pracovišti chybí neměnná pravidla a postupy, což by mohlo být potenciálně na škodu kvalitativním standardům produktu a přísným směrnicím dané společnosti. 

## Teorie Z
Hlavní článek: Teorie Z
Humanistický psycholog Abraham Maslow, z jehož prací McGregor vycházel při tvorbě teorií X a Y, navrhl svůj vlastní model motivace na pracovišti, teorii Z. Na rozdíl od teorií X a Y uznává teorie Z transcendentní rozměr motivace práce a pracovníků. Optimální manažerský styl by měl pomoci kultivovat kreativitu, vhled, smysluplnost a morální dokonalost pracovníků.

## Volba stylu řízení
Pro McGregora nejsou teorie X a teorie Y opačnými konci téhož kontinua, ale spíše dvěma různými kontinuy samy o sobě. Pro dosažení co nejefektivnější produkce může být vhodná kombinace obou teorií. Tento přístup vychází z výzkumu Freda Fiedlera nad různými styly vedení, známého jako kontingenční teorie. Tato teorie uvádí, že manažeři vyhodnocují pracovní prostředí a volí svůj styl vedení na základě předložených vnitřních i vnějších podmínek. Manažeři, kteří si zvolí přístup podle teorie X, mají autoritářský styl vedení. Organizace s tímto stylem řízení se skládá z několika úrovní nadřízených a manažerů, kteří aktivně zasahují a mikromanipulují se zaměstnanci. Naopak manažeři, kteří si zvolí přístup podle teorie Y, mají styl řízení „ruce pryč“. Organizace s tímto stylem řízení podporuje participaci a oceňuje myšlenky a cíle jednotlivců. Protože však neexistuje optimální způsob, jak by si manažer mohl vybrat mezi přijetím teorie X nebo teorie Y, je pravděpodobné, že manažer bude muset přijmout oba přístupy v závislosti na vyvíjejících se okolnostech a úrovni vnitřního a vnějšího místa kontroly na celém pracovišti.

## Vojenské velení a kontrola
Teorie X a teorie Y mají význam i pro vojenské velení a řízení (C2). Starší, přísně hierarchické koncepce C2 s úzkou centralizací rozhodovacích práv, vysoce omezenými vzorci interakce a omezenou distribucí informací mají tendenci vycházet z kulturních a organizačních předpokladů slučitelných s teorií X. Naproti tomu modernější, síťově orientované a decentralizované koncepce C2, které se spoléhají na individuální iniciativu a samosynchronizaci, vycházejí spíše z filozofie „teorie Y“. Například Mission Command je filozofie velení, ke které směřuje mnoho moderních vojenských zařízení a která zahrnuje individuální rozhodování a jednání v celkovém rámci záměru velitele. Její předpoklady o hodnotě individuální iniciativy z ní činí spíše filozofii teorie Y než teorie X.